# 夢枕獏
夢枕獏（日语：／ Yumemakura Baku，1951年1月1日—）是日本小說家、隨筆家、攝影家，神奈川縣小田原市出身，本名米山峰夫。東海大學文學部日本文學科畢業。

## 受賞歷
- 1989年：第10回日本SF大賞『上弦の月を喰べる獅子』受賞。
- 1990年：第21回星雲賞（日本長編部門）『吞食上弦月的獅子』受賞。
- 1991年：第22回星雲賞（日本短編部門）『上段の突きを喰らう猪獅子』受賞。
- 1998年：第11回平成10年度柴田鍊三郎賞『眾神的山嶺』受賞。

## 作品一覽
- カエルの死
- 彈貓老人歐魯歐拉內（猫弾きのオルオラネ)（2006出版）（譯者：茂呂美耶　出版社：遠流）ISBN 9789573259442
- 『幻獸少年』系列（譯者：高詹燦　出版社：奇幻基地）
  - 幻獸キマイラ 1 , 幻獸少年
  - 幻獸キマイラ 2 , 朧變
  - 幻獸キマイラ 3 , 餓狼變
  - 幻獸キマイラ 4 , 魔王變
  - 幻獸キマイラ 5 , 菩薩變
  - 幻獸キマイラ 6 , 如來變
  - 幻獸キマイラ 7 , 涅槃變 鳳凰變
  - 幻獸キマイラ 8 , 狂佛變.獨覺變
  - 幻獸キマイラ 9 , 胎藏變.金剛變（2006出版）
  - 幻獸キマイラ 10 , 梵天變.緣生變（2007出版）
  - 幻獸キマイラ 11 , 群狼變.昇月變（2007出版）
- サイコダイバー・系列
  - 『狩獵魔獸・系列』
  - 『新・狩獵魔獸・系列』
- 『大帝之劍』系列
  - 大帝之劍　壹 , 天魔降臨篇.妖魔復活篇　（2010出版） 皇冠　ISBN 978-957-33-2678-6
  - 大帝之劍　貳 , 神魔咆哮篇.凶魔襲來篇　ISBN 978-957-33-2699-1
  - 大帝之劍　參 , 飛驒大亂篇.天魔望鄉篇　ISBN 978-957-33-2727-1
- 『暗狩之师 』系列（译者：曹逸冰 出品：博集天卷 出版社：湖南文艺出版社）
  - 暗狩之师1 兰陵王 ISBN 978-7-5726-0893-3
  - 暗狩之师2 阴阳师 ISBN 978-7-5726-0941-1
  - 暗狩之师3 黄石公的狗 ISBN 978-7-5726-1115-5
  - 暗狩之师4 苍兽鬼 ISBN 978-7-5726-1137-7
  - 暗狩之师5 昆仑王 上 ISBN 978-7-5726-1306-7
  - 暗狩之师6 昆仑王 下 ISBN 978-7-5726-1409-5
- 『印度怪鬼譚』系列
- 『餓狼傳』系列
- 『獅子之門』系列
- 『陰陽師』系列（譯者：茂呂美耶　出版社：繆思）
- 眾神的山嶺（2009出版）改編漫畫神之山嶺 改編電影《聖母峰 眾神的山嶺》
- シナン
- 混沌之城
- 『沙門空海之唐國鬼宴』系列（完結）
- 黑塚 KUROZUKA
- 超高層ハンティング
- 空手道ビジネスマンクラス練馬支部
- 仰天!平成元年の空手チョップ
- 荒野に獣慟哭す（完結）
- 幻獸變化（涅槃の王）
- 神獸變化（涅槃の王）
- 黄金宮系列
- 東天の獅子
- 大江戸恐龍傳
- 鮎師
- 鳥葬之山 : 奇想短篇選 I（2005出版　譯者：陳孟姝　出版社：繆思）ISBN 9867399315
- 香魚師（2007.11出版）（譯者：茂呂美耶　出版社：遠流）　ISBN 9789573261919
- 會說話的骷髏（2008.03出版）繆思　ISBN 9789866665028
- 奇夢錄 : 夢枕獏奇幻傑作選（2009.04出版）（譯者：茂呂美耶　出版社：皇冠） ISBN 9789573325314
- 鬼譚草紙（2009.01出版）遠流 ISBN 9789573264330
- 吞食上弦月的獅子（2012.07出版）（譯者：高詹燦　出版社：繆思）　ISBN 9789866026256
- 源氏物語祕帖：翁（陰陽師外傳）（2013.03出版）（譯者：茂呂美耶　出版社：繆思）ISBN 978-986-6026-43-0
- 小樹苗大世界（2018.01出版）遠見 ISBN 9789864793464

## 相關影視作品

### 電影
- 《陰陽師I》（Onmyoji, 2001）由著作陰陽師改編，由野村萬齋、伊藤英明、真田廣之等人主演。
- 《陰陽師II》（Onmyoji 2, 2003）前集續作。
- 《聖母峰 眾神的山嶺》（Everesuto: Kamigami no itadaki, 2016）由阿部寬 、 岡田准一等人主演。
- 《妖貓傳》（Legend of the Demon Cat, 2017）由黃軒、染谷將太主演。
- 《陰陽師：晴雅集》（2021）由郭敬明執導。
- 《陰陽師0》（Onmyoji Zero, 2024）導演佐藤嗣麻子，由山崎賢人、染谷將太等人主演，2024年4月19日在日本上映。[1][2]

### 漫畫
- 《陰陽師》岡野玲子創作同名漫畫。
- 《神之山嶺》谷口治郎所繪，原作為《眾神的山嶺》。
- 《餓狼傳》谷口治郎所繪。
- 《真˙餓狼傳》野部優美所繪。
- 《餓狼傳BOY 》（原名 餓狼伝Boy ）上下集，板垣惠介 (板垣恵介)所繪。
- 《黑塚 KUROZUKA》野口賢所繪，原作：夢枕獏
- 《狗.獵殺》，原名《狗ハンティング》野口賢所繪，原作:夢枕獏、構成：子安秀明
- 《惡女―真伝・寛永御前試合―》雨依新空所繪，原作：夢枕獏
- 《瀧夜叉姫　陰陽師絵草子》伊藤勢所繪，原作：夢枕獏

### 電視劇
- 2001年稻垣吾郎主演陰陽師同名電視劇。
- 2015年9月市川染五郎、堂本光一等人主演電視劇陰陽師於朝日電視台播出。
- 2020年3月佐佐木藏之介主演電視劇陰陽師 於朝日電視台播出。

### 動畫
- 2023年11月28日，動畫《陰陽師》在Netflix播出[3]。
- 2024年5月23日，改編動畫《餓狼傳：孤狼之道》（餓狼伝: The Way of the Lone Wolf）於 Netflix 播出[4][5]。

### 其他
2013年，歌舞伎座上演《陰陽師—瀧夜叉姬》，創下全公演滿座紀錄。

## 關連項目
- 陰陽師
- 陰陽師 (小說)

## 外部連結
- 夢枕獏公式HP 蓬萊宮 （页面存档备份，存于）